# Château du Rohello
Le château de Rohello est situé à Baden en France.

## Localisation
Le château est situé sur le territoire de la commune de Baden, au lieu-dit Rohello, dans le département du Morbihan en région Bretagne.

## Description
Le château actuel date du XIXe siècle, édifice construit en moellons enduit, à deux étages carrés à élévation ordonnancée, aile est en rez-de-chaussée, toit en terrasse. Ferme en moellon, à rez-de-chaussée et comble à surcroît, toiture à longs pans à pignon couvert. Communs enduits, ouvertures en brique avec pavillon central (logement) à un étage carré et un étage de comble, aile est (écurie) et ouest (charretterie) en rez-de-chaussée, toit en tuiles à longs pans à pignon couvert. Pavillon dit de musique construit en moellon enduit, à un étage carré, à élévation à travées, à toit en ardoise en pavillon. Escalier dans tourelle hors-œuvre : escalier tournant à retours avec jour en charpente.

## Historique
Ancien manoir existant sans doute en 1455 d'après la mention de la famille le Rochello (ou Rochellou) , disparu. Une première ferme date du XVIIe siècle. Le château actuel est construit entre 1853 par le vicomte de Gouvello à l'emplacement de l'ancien manoir, date portée pour le maître d'ouvrage. Les communs sont construits à la fin du XIXe siècle. Pavillon dit de musique construit au bord de la ria d'Auray dans la deuxième moitié du XIXe siècle.
Le château est inscrit à l'inventaire général du patrimoine culturel.